# Akcelerator elektrostatyczny

Schemat budowy i działania akceleratora van de Graaffa. Opis w tekście

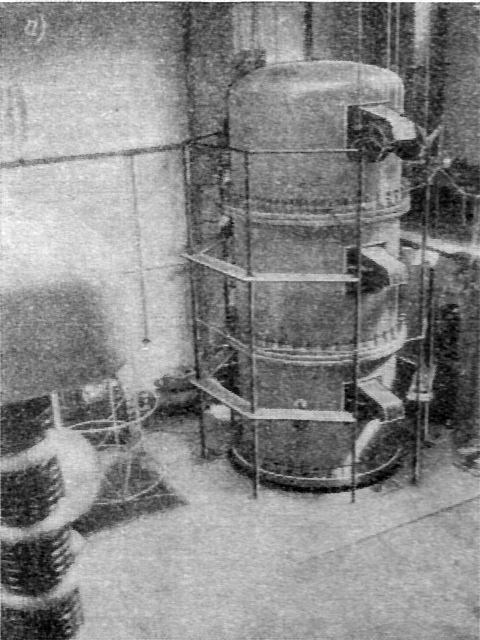
Akcelerator van de Graaffa w Instytucie Badań Jądrowych w Warszawie, widok z zewnątrz

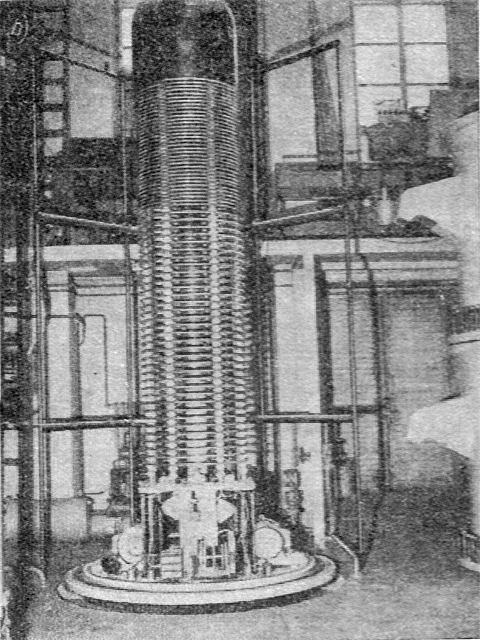
Akcelerator van de Graaffa w Instytucie Badań Jądrowych w Warszawie – kolumna wysokiego napięcia

Akcelerator elektrostatyczny lub akcelerator van de Graaffa – akcelerator liniowy wytwarzający strumień jonów o energiach kinetycznych kilku megaelektronowoltów (MeV). Cząstki naładowane uzyskują energię dzięki przyspieszaniu w silnym stałym polu elektrostatycznym wytworzonym przez generator Van de Graaffa, w którym ładunek elektryczny zgromadzony jest na metalowej kopule.

## Zasada działania
Izolacyjny pas transportowy napięty jest między walcami (1) i (2) (oznaczenia odnoszą się do schematu obok). Pas jest ładowany ze źródła napięcia (5) poprzez ostrze (3). Pod wpływem silnego pola elektrycznego w ośrodku otaczającym ostrze powstają jony dodatnie i ujemne. Na pasie osadzają się ładunki tego samego znaku, co odpychający je ładunek na ostrzu. Ruch pasa wynosi zebrane ładunki ku górze do wnętrza kopuły (6), gdzie przez ostrze (4) na zasadzie puszki Faradaya spływają one na elektrodę zbiorczą (6). Potencjał elektrody rośnie do momentu zrównania się tempa ubywania ładunku przez upływ z szybkością jego doprowadzenia. Górna część rury akceleratora, ze źródłem jonów (7), połączona jest z elektrodą zbiorczą. Dolny koniec rury, o potencjale ziemi, zamknięty jest tarczą (8) bombardowaną przez przyspieszone cząstki. Jony po wyjściu ze źródła doznają przyspieszenia przez napięcie:
{\displaystyle V={\frac {Q}{C}}}
gdzie: Q – ładunek zgromadzony na elektrodzie zbiorczej, C – pojemność elektrody względem ziemi.

## Akcelerator ciśnieniowy
W celu zmniejszenia upływu ładunku, a tym samym zwiększenia napięcia uzyskiwanego w akceleratorze umieszcza się go w szczelnej komorze wypełnionej, np. azotem lub freonem pod ciśnieniem kilkunastu atmosfer. Maksymalne energie osiągane w akceleratorach tego typu są rzędu 10 MeV.

## Akcelerator tandemowy
Podwojenie energii do jakiej mogą być przyspieszane cząstki uzyskuje się  Van de Graaffa typu tandem. Uzyskuje się je zmieniając w trakcie przyspieszania znak ładunku jonów, tak że są przyspieszane dwukrotnie tym samym napięciem. Jony dodatnie wytworzone na zewnątrz akceleratora przechodzą przez kanał z gazem o niskim ciśnieniu gdzie przyłączają elektrony. Gdy jon uzyska ładunek ujemny jest przyspieszany w kierunku elektrody akceleratora, po minięciu której przechodzą w pobliżu elektrody zabierającej im elektrony tak, że stają się jonami dodatnimi, są odpychane przez elektrodę powtórnie są przyspieszane. Przed wejściem i po wyjściu z akceleratora wiązka jonów może przechodzić przez pole magnetyczne separujące jony. Zaletą układu tandemowego jest to, że zarówno źródło jak i cel jonów są na potencjale ziemi. Ułatwia to manipulowanie jonami przed przyspieszeniem oraz budowę układów wielostopniowych.

## Zastosowanie
Akceleratory van de Graaffa mają wiele cech użytecznych w badaniach fizyki jądrowej niskich energii:
- możliwość przyspieszania cząstek o różnych stosunkach e/m,
- duża jednorodność energii przyspieszanych cząstek,
- łatwa regulacja napięcia przyspieszającego,
- małe tło radiacyjne,
- możliwość automatycznej i ciągłej stabilizacji energii oraz natężenia przyspieszanych cząstek,
- zdolność pracy impulsowej oraz pracy w warunkach eksperymentalnych,
- prostota konstrukcji, obsługi i działania,
- niski koszt eksploatacyjny[1].

Z tych powodów są popularne w instytutach badawczych. W Polsce działa kilka akceleratorów van de Graaffa. 